# 鳞烟管鱼
（学名：Fistularia petimba），又名红烟管鱼，俗称槍管、土管、土管梭、火管、火卷、马戍、剃仔，为海龙鱼目烟管鱼科下的一种掠食性鱼类，分布于全球各热带与亚热带水域，主要栖息在岩礁上方。该鱼身体非常细长，体色大致为橘色或红色，有极长的管状吻部用于将小鱼、头足类等猎物吸入口中。该鱼集中在夏、秋两季繁殖，大约在1.8岁时性成熟，寿命为11年。鳞烟管鱼有食用价值，且口感上佳，但产量不大。目前，该鱼已通过苏伊士运河自红海进入地中海，且有极大成为入侵物种的风险。

## 物种命名
鳞烟管鱼由法国博物学家贝尔纳·热尔曼·德·拉塞佩德于1803年命名。其属名“Fistularia”源自于拉丁语“Fistula”，意为圆管，而种加词“petimba”则源自葡萄牙语中对该鱼的称呼“Petimbuaba”。

## 外貌描述

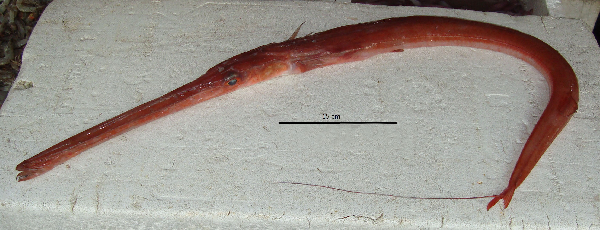
在巴西捕得的一条鳞烟管鱼，可见其极长的吻部和深叉的尾鳍

鳞烟管鱼身体极为细长，躯干较扁，吻部形如长管，可占总体长的1/3，体表光滑无鳞片。该鱼大体呈橘色或红色，但腹部为白色。其背鳍与臀鳍位置极其靠后，大小大致相仿，在背鳍两侧有若干小骨板，尾鳍深叉，后有一条长拖丝。该鱼最长可长至2米，但绝大多数个体体长不超过1米。

## 分布范围
鳞烟管鱼广泛分布于全球各热带与温带水域。其在印度洋-太平洋海域的分布范围自东非水域向东延伸至夏威夷群岛，向南可抵澳大利亚维多利亚省，向北可达日本南部。该鱼在西大西洋的分布范围则北至马萨诸塞州，南至巴西南部和阿根廷水域，在东大西洋则分布在西班牙加利西亚水域以及拉斯努瓦迪布至安哥拉和纳米比亚之间的水域。该鱼最迟在2017年通过雷赛布迁移扩散至地中海，至今已在黎凡特沿岸水域有相当规模的种群。

## 生态与习性

### 栖息地

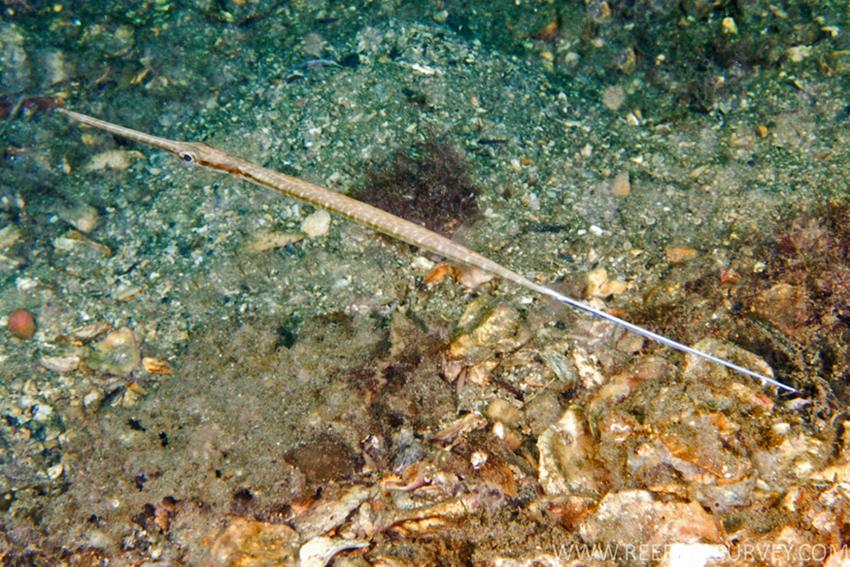
礁石上的鳞烟管鱼，摄于澳大利亚新南威尔士州

鳞烟管鱼为浅海底栖鱼类，主要栖息于软珊瑚密集的岩礁区，深度不超过200米。然而，该鱼鲜少在水深浅于10米的近海活动。

### 食性
鳞烟管鱼为晨昏性掠食者，一般在礁石顶部独自觅食。然而，由于其胃肠道内有沙丁鱼和鲳鱼等不出没于礁石附近的鱼类，该鱼有可能会离开礁石觅食。其主要猎物为各种小鱼，也会捕食头足类与虾。在觅食时，该鱼会将身体弯折成S形，将头部快速伸向猎物，并用极长的吻部直接将目标吸入口中。这一过程所造成的水流可将猎物背鳍上的棘刺压倒，因此鳞烟管鱼可取食鲉等依靠背上毒刺防御天敌的鱼类。

### 生命周期
鳞烟管鱼通过将精子与卵子洒入水中的方式繁殖，该鱼的繁殖行为集中于夏、秋两季。其鱼苗会栖息于浅水区的海藻床中。该鱼一般在1.8岁时性成熟，彼时体长一般在50—60厘米之间，寿命可达11岁。

### 天敌与寄生虫
鳞烟管鱼主要的天敌为鲨鱼等大型鱼类。该鱼体内有多种复殖亚纲吸虫寄生，而体外寄生虫则包括桡脚类与等足类各一种。

## 与人类的关系

### 作为入侵物种
鳞烟管鱼最迟于2017年通过苏伊士运河自红海进入东地中海，且扩散速度相当快。由于该鱼会取食细鳞棒鲈、纵带羊鱼等当地经济价值极高的鱼类，且其同样侵入地中海的近缘种棘烟管鱼对海洋生态系统造成了极其严重的破坏，有学者认为该鱼有极大风险成为入侵物种。

### 种群保育
鳞烟管鱼分布范围广泛，加之其在范围内各水域均相当常见，IUCN将其评为“无危”。

### 作为食用鱼

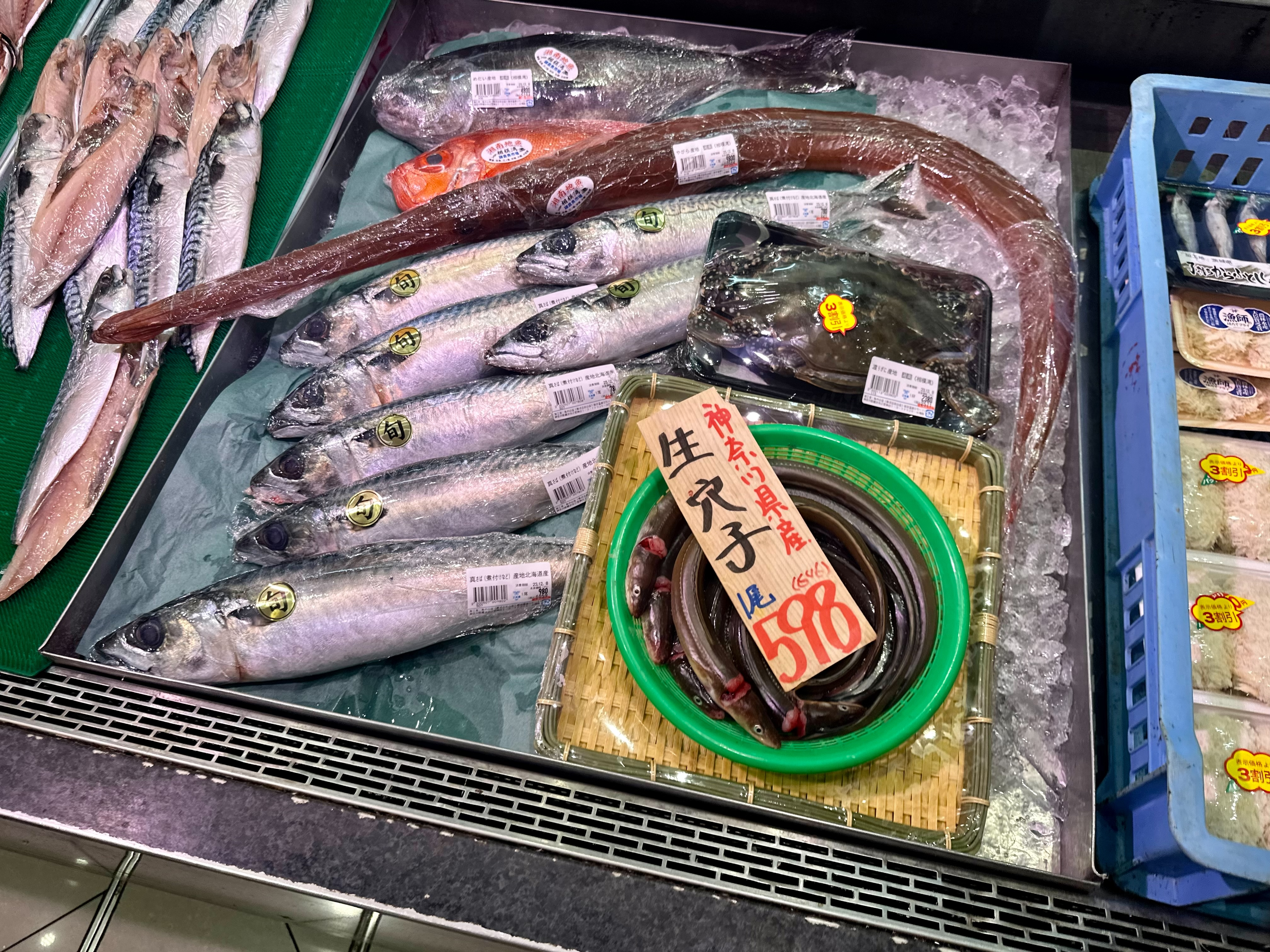
日本神奈川县鱼市上的渔获，其中有一条鳞烟管鱼

鳞烟管鱼的渔获量有限，通常产自拖网或流刺网的兼捕。该鱼肉为白色，口味清淡，肉质软绵，即使加热也不会变硬，可清蒸、煎烤或生食。